# Scottish FA Cup 1906/07
Der Scottish FA Cup wurde 1906/07 zum 34. Mal ausgespielt. Der wichtigste schottische Fußball-Pokalwettbewerb, der vom Schottischen Fußballverband geleitet und ausgetragen wurde, begann am 23. Januar 1907 und endete mit dem Finale am 20. April 1907 im Hampden Park von Glasgow. Als Titelverteidiger startete Heart of Midlothian in den Wettbewerb, das sich im Vorjahresfinale mit 1:0 gegen Third Lanark durchgesetzt hatte und seinen vierten FA Cup gewinnen konnte. Im diesjährigen Endspiel um den Schottischen Pokal standen erneut die Hearts, denen Celtic Glasgow gegenüberstand. Die Hearts zogen zum insgesamt sechsten Mal in der Vereinsgeschichte in das Endspiel ein. Celtic erreichte das insgesamt zehnte Pokalfinale seit deren ersten im Jahr 1889, davon wurden in den Jahren 1892, 1899, 1900, und 1904 jeweils der Titel gewonnen. Durch einen 3:0-Sieg im Endspiel gewann Celtic den fünften Pokalsieg der Vereinsgeschichte und war damit alleiniger Zweiter in der ewigen Liste der Pokalsieger in Schottland hinter dem FC Queen’s Park der zehn Erfolge vorwies. Celtic gewann in derselben Saison auch die schottische Meisterschaft und somit das Double. Bei der Austragung in dieser Saison kam es aufgrund des engen Terminkalenders und zahlreichen Witterungsbedingten ausfällen zu einigen Überschneidungen der jeweiligen Runden und dessen Wiederholungsspielen.

## 1. Runde
Ausgetragen wurden die Begegnungen zwischen dem 23. Januar und 2. Februar 1907. Die Wiederholungsspiele fanden am 2. und 9. Februar 1907 statt.
|                     | Ergebnis |                        |
| ------------------- | -------- | ---------------------- |
| FC Aberdeen         | 0:0      | FC Johnstone           |
| FC Arbroath         | 1:1      | FC Queen’s Park        |
| FC Arthurlie        | 1:2      | FC St. Mirren          |
| FC Ayr              | 2:0      | FC Cowdenbeath         |
| Celtic Glasgow      | 2:1      | FC Clyde               |
| FC Dumfries         | 2:2      | Port Glasgow Athletic  |
| FC Falkirk          | 1:2      | Glasgow Rangers        |
| FC Galston          | *2:2 *   | FC Motherwell          |
| Heart of Midlothian | 0:0      | Airdrieonians FC       |
| Hibernian Edinburgh | 5:0      | Forfar Athletic        |
| FC Kilmarnock       | *1:0 *   | Clachnacuddin F.C.     |
| 5th KRV             | 1:3      | Greenock Morton        |
| Partick Thistle     | *0:1 *   | FC Dundee              |
| Raith Rovers        | 5:1      | University of Aberdeen |
| FC Renton           | 0:0      | FC St. Bernard’s       |
| Third Lanark        | 4:1      | FC St. Johnstone       |

### Wiederholungsspiele
|                       | Ergebnis |                     |
| --------------------- | -------- | ------------------- |
| FC Galston            | *2:1 *   | FC Motherwell       |
| FC Kilmarnock         | *4:0 *   | Clachnacuddin F.C.  |
| Partick Thistle       | *2:2 *   | FC Dundee           |
| Airdrieonians FC      | **1:2 ** | Heart of Midlothian |
| FC Dundee             | 5:1      | Partick Thistle     |
| FC Johnstone          | 2:1      | FC Aberdeen         |
| Port Glasgow Athletic | 2:0      | FC Dumfries         |
| FC Queen’s Park       | 4:0      | FC Arbroath         |
| FC St. Bernard’s      | 1:1      | FC Renton           |

### 2. Wiederholungsspiele
|                  | Ergebnis |                     |
| ---------------- | -------- | ------------------- |
| Airdrieonians FC | **0:2 *  | Heart of Midlothian |
| FC Renton        | 2:0      | FC St. Bernard’s    |
| FC Dundee        | 5:1      | Partick Thistle     |

## Achtelfinale
Ausgetragen wurden die Begegnungen zwischen dem 9. und 23. Februar 1907. Die Wiederholungsspiele fanden am 16. und 23. Februar 1907 statt.
|                     | Ergebnis |                       |
| ------------------- | -------- | --------------------- |
| FC Galston          | 0:4      | Glasgow Rangers       |
| Hibernian Edinburgh | 1:1      | FC Johnstone          |
| FC Kilmarnock       | 0:0      | Heart of Midlothian   |
| Greenock Morton     | 0:0      | Celtic Glasgow        |
| FC Queen’s Park     | 3:1      | Third Lanark          |
| Raith Rovers        | 4:0      | FC Ayr                |
| FC Renton           | 1:0      | FC Dundee             |
| FC St. Mirren       | 4:0      | Port Glasgow Athletic |

### Wiederholungsspiele
|                     | Ergebnis |                     |
| ------------------- | -------- | ------------------- |
| Celtic Glasgow      | 1:1      | Greenock Morton     |
| Heart of Midlothian | 2:1      | FC Kilmarnock       |
| FC Johnstone        | 0:5      | Hibernian Edinburgh |

### 2. Wiederholungsspiel
|                | Ergebnis |                 |
| -------------- | -------- | --------------- |
| Celtic Glasgow | *2:1 *   | Greenock Morton |

## Viertelfinale
Ausgetragen wurden die Begegnungen zwischen dem 2. und 9. März 1907. Die Wiederholungsspiele fanden am 9. und 23. März 1907 statt.
|                     | Ergebnis |                |
| ------------------- | -------- | -------------- |
| Heart of Midlothian | 2:2      | Raith Rovers   |
| Hibernian Edinburgh | 1:1      | FC St. Mirren  |
| FC Queen’s Park     | 4:1      | FC Renton      |
| Glasgow Rangers     | 0:3      | Celtic Glasgow |

### Wiederholungsspiele
|               | Ergebnis |                     |
| ------------- | -------- | ------------------- |
| Raith Rovers  | 0:1      | Heart of Midlothian |
| FC St. Mirren | 1:1      | Hibernian Edinburgh |

### 2. Wiederholungsspiel
|                     | Ergebnis     |               |
| ------------------- | ------------ | ------------- |
| Hibernian Edinburgh | *2:0 n. V. * | FC St. Mirren |

## Halbfinale
Ausgetragen wurden die Begegnungen am 30. März 1907. Die Wiederholungsspiele fanden am 6. und 13. April 1907 statt.
|                     | Ergebnis |                     |
| ------------------- | -------- | ------------------- |
| Celtic Glasgow      | 0:0      | Hibernian Edinburgh |
| Heart of Midlothian | 1:0      | FC Queen’s Park     |

### Wiederholungsspiel
|                     | Ergebnis |                |
| ------------------- | -------- | -------------- |
| Hibernian Edinburgh | 0:0      | Celtic Glasgow |

### 2. Wiederholungsspiel
|                | Ergebnis |                     |
| -------------- | -------- | ------------------- |
| Celtic Glasgow | *3:0 *   | Hibernian Edinburgh |

## Finale
| Celtic Glasgow                           | Celtic Glasgow | Heart of Midlothian | Heart of Midlothian |
| ---------------------------------------- | --- | --- | ------------------- |
| Celtic Glasgow                           | \| Finale \| \| 20. April 1907 in Glasgow (Hampden Park) \| \| Ergebnis: 3:0 (0:0) \| \| Zuschauer: 50.000 \| \| Schiedsrichter: D. Phillip[1] \| \| Spielbericht \|             | \| Finale \| \| 20. April 1907 in Glasgow (Hampden Park) \| \| Ergebnis: 3:0 (0:0) \| \| Zuschauer: 50.000 \| \| Schiedsrichter: D. Phillip[1] \| \| Spielbericht \|                        | Heart of Midlothian |
| Celtic Glasgow                           | Davie Adams – Donald McLeod, Willie Orr, James Young, Alec McNair, Jimmy Hay, Alec Bennett, Jimmy McMenemy, Jimmy Quinn, Peter Somers, Bobby Templeton Cheftrainer: Willie Maley | Thomas Allan – Robert Reid, Tom Collins, David Philip, Frank McLaren, Bill Henderson, William Bauchope, Bobby Walker, David Axford, William Yates, Dick Wombwell Cheftrainer: William Waugh | Heart of Midlothian |
| Celtic Glasgow                           | Willie Orr (?., Elfm.) Peter Somers | | Heart of Midlothian |
| Finale                                   | | |                     |
| 20. April 1907 in Glasgow (Hampden Park) | | |                     |
| Ergebnis: 3:0 (0:0)                      | | |                     |
| Zuschauer: 50.000                        | | |                     |
| Schiedsrichter: D. Phillip               | | |                     |
| Spielbericht                             | | |                     |